# DeSoto (marka samochodów)

DeSoto Airstream z 1936

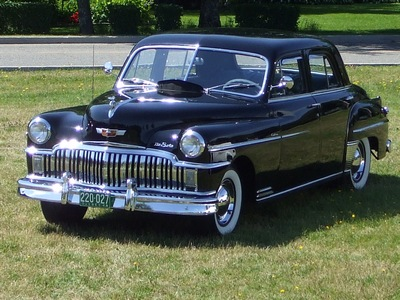
DeSoto Deluxe z 1949

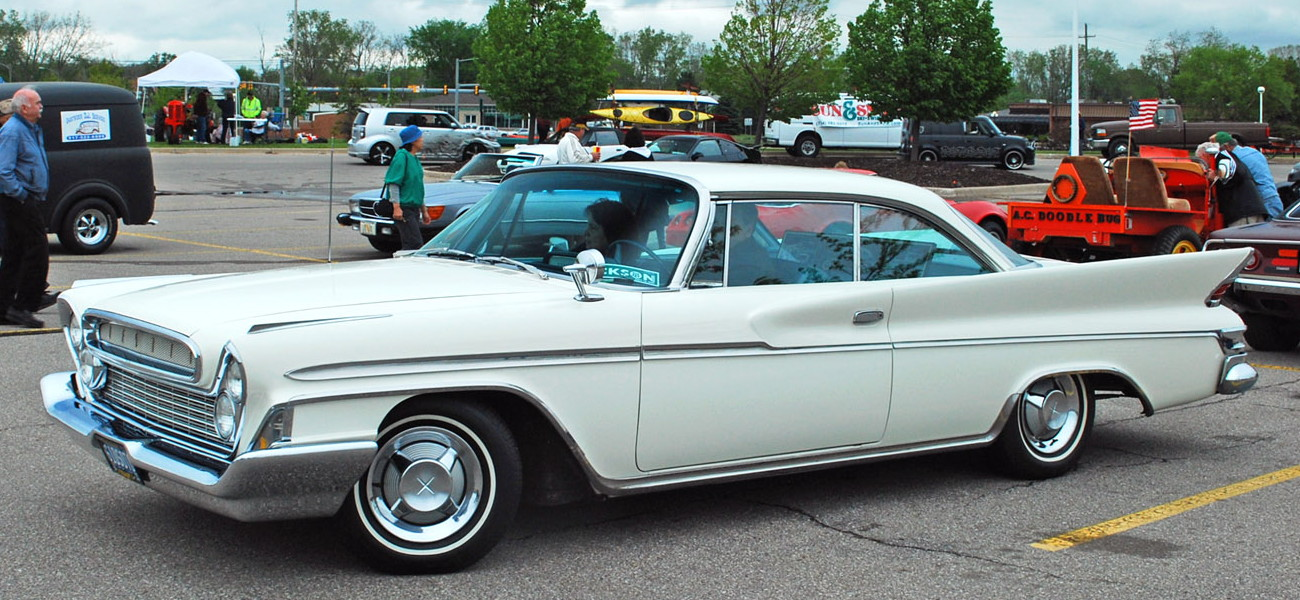
DeSoto z 1961

DeSoto – dawny amerykański producent samochodów osobowych, z siedzibą w Highland Park, działający w latach 1928-1961. Należał do amerykańskiego koncernu Chrysler.

## Historia
Marka DeSoto powstała z inicjatywy prezesa koncernu Chryslera w sierpniu 1928 roku jako bardziej luksusowa alternatywa dla marek Dodge i Plymouth w celu konkurowania m.in. z Buickiem czy Oldsmobile. Nazwa została zainspirowana hiszpańskim odkrywcą Hernando de Soto, którego wizerunek został utrwalony w logotypie firmy. Produkowane były w Detroit.
Przez pierwszą dekadę istnienia DeSoto, która przypadła na okres przedwojenny, ofertę przedsiębiorstwa zasiliły głównie o wyższej klasy modele oparte na pokrewnych konstrukcjach firmy Dodge. W 1934 roku wypuszczono zaawansowany konstrukcyjnie własny model Airflow, który jednak nie zyskał popularności i udział marki w rynku amerykańskim spadł w tym roku poniżej 1%, jedyny raz przed wojną. Okres II wojny światowej oznaczał przerwę w funkcjonowaniu amerykańskiego przemysłu motoryzacyjnego w celach komercyjnych począwszy od stycznia 1942 roku, także w przypadku DeSoto.
Po wojnie DeSoto wznowił produkcję samochodów w lutym 1946 roku. Marka postrzegana była jako nieco tańsza i mniej prestiżowa odmiana samochodów Chryslera, budowana na tych samych podwoziach i z podobnymi nadwoziami. Oferując zgodnie z amerykańską modą nieco zmienione co rok samochody, DeSoto wprowadzał całkiem nowe modele w 1949, 1953, 1955, 1957 (dwa ostatnie w ramach programu Chryslera Forward Look) i 1960 roku. W 1952 roku w modelu Firedome zadebiutował silnik V8, obok jednostek sześciocylindrowych. W 1957 roku wprowadzono także tańszy model Firesweep oparty na konstrukcji Dodge′a. Główną konkurencją były samochody wyższego segmentu cenowego marek takich jak: Buick, Oldsmobile, Mercury, Hudson, Kaiser, Nash. Jedynie na eksport pod marką DeSoto sprzedawano też modele najtańszego Plymoutha.
W 1946 roku DeSoto wyprodukował prawie 64 tysiące samochodów, zajmując 12. miejsce na amerykańskim rynku, z udziałem 2,9%. Udział w rynku między 1% a 3% utrzymywał się w kolejnych latach, przy zwiększającej się produkcji. W 1948 roku obok fabryki w Detroit doszły zakłady w Los Angeles. W 1950 roku produkcja sięgnęła maksimum: 133 850 samochodów (2,02% udziału w rynku). Jeszcze w 1957 roku produkcja wyniosła 133 685 samochodów, co dało marce 10. miejsce na rynku, jednakże od następnego roku sprzedaż znacząco spadła i w 1959 roku udział marki w rynku amerykańskim ponownie spadł poniżej 1% (45 724 samochody). W tym samym roku zbudowano dwumilionowy samochód marki. W ramach restrukturyzacji, od 1959 roku produkcję przeniesiono z własnej fabryki na Warren Avenue w Detroit do fabryki Chryslera na Jefferson Avenue. Połączono też dział projektowania DeSoto z Chryslerem i samochody DeSoto z 1960 roku minimalnie już tylko różniły się od Chryslera. W tym roku z nowości technicznych wprowadzono nadwozia samonośne. Sprzedaż jednak dalej spadała i koncern Chryslera podjął decyzję o likwidacji marki DeSoto i zakończeniu produkcji 30 listopada 1960 roku. Ostatni model DeSoto z 1961 roku modelowego, wprowadzony w październiku 1960 roku, oferowany był po prostu pod tą marką bez dodatkowej nazwy przez nieco ponad miesiąc. DeSoto został zastąpiony w koncernie przez najtańszy model Chryslera Newport, a z drugiej strony przez nowy najdroższy model Dodge′a Custom 880.

## Modele samochodów

### Historyczne
- Series K-SA (1929–1932)
- Series SC-SD (1933–1934)
- Airflow (1934–1936)
- Airstream (1935–1936)
- Series S (1931–1942)
- Custom (1946–1952)
- Deluxe (1946–1952)
- Suburban (1946–1954)
- Powermaster (1953–1954)
- Series S (1946–1957)
- Firedome (1952–1959)
- Firesweep (1957–1959)
- Fireflite (1955–1960)
- Adventurer (1956–1960)
- DeSoto (1960)
- Diplomat (1946–1962)
- Rebel (1961–1963)